# آن دونغان
آن دونغان (بالإنجليزية: Ann Dunnigan)‏ هي مترجمة وممثلة أمريكية، ولدت في 1909 في هوليوود في الولايات المتحدة، وتوفيت في 5 سبتمبر 1997 في مانهاتن في الولايات المتحدة بسبب مرض.

## وصلات خارجية
- آن دونغان على موقع قاعدة بيانات برودواي على الإنترنت (الإنجليزية)